# 肌营养不良
肌营养不良（MD）又称肌營養不良、肌肉萎縮症，是一组主要累及骨骼肌造成慢性进行性骨骼肌无力萎缩的遗传性疾病。肌营养不良症表现进行性骨骼肌萎缩，肌肉蛋白质缺失，和肌肉细胞或组织的死亡。

## 肌營養不良症劃分
有九种疾病（杜興氏肌肉營養不良症、贝克尔氏肌营养不良、肢节型肌营养不良症、先天性肌营养不良症、面肩胛肱型肌营养不良症、肌强直性营养不良、眼咽肌营养不良、三好氏遠端肌肉無力症／遠端型肌肉失養症和艾梅氏肌失養症）被划分为肌营养不良症。

## 體徵和症狀
符合肌營養不良症的體徵和症狀是：
- 漸進性肌肉萎縮
- 平衡感不佳
- 脊柱側彎 (彎曲的脊柱和背部)
- 逐漸無力走路
- 蹣跚的步態
- 小腿變型
- 有限的移動範圍
- 呼吸困難
- 心肌病變
- 肌肉痙攣
- 高爾現象

## 延伸閱讀
- DE LOS ANGELES BEYTÍA, MARIA; VRY, JULIA; KIRSCHNER, JANBERND. . Acta Myologica. 2012-05-01, 31 (1): 4–8. ISSN 1128-2460. PMC 3440798 . PMID 22655510.
- Bertini, Enrico; D'Amico, Adele; Gualandi, Francesca; Petrini, Stefania. . Seminars in Pediatric Neurology. 2011-12-01, 18 (4): 277–288. ISSN 1071-9091. PMC 3332154 . PMID 22172424. doi:10.1016/j.spen.2011.10.010.

## 外部連結
- 中的“Muscular dystrophies”
- Muscular Dystrophy Guide[永久]